# Diestostemma atropunctulatum
Diestostemma atropunctulatum är en insektsart som först beskrevs av Melichar 1924.  Diestostemma atropunctulatum ingår i släktet Diestostemma och familjen dvärgstritar. Inga underarter finns listade i Catalogue of Life.